# Gamma Knife Centrum Tilburg
Het Gamma Knife Centrum Tilburg is een medisch behandelcentrum voor hersenaandoeningen. Het werd op 24 mei 2002 geopend in Tilburg als eerste Gamma Knifecentrum van Nederland.

## Specificaties
Het centrum is gebouwd als een bunker binnen het St. Elisabeth Ziekenhuis met dikke betonnen muren waar geen straling doorheen kan. Patiënten kunnen er terecht voor radiochirurgie, waarbij met de nauwkeurigheid van een chirurgisch mes weefsel kan worden bewerkt, waarbij omliggend gezond weefsel niet of nauwelijks risico loopt op beschadiging.

## Behandelingen
Het Gamma Knife Centrum Tilburg behandelt de volgende aandoeningen:
- aangezichtspijn
- een arterioveneuze malformatie (AVM) in het hoofd
- een brughoektumor
- een hypofysetumor
- een hersenmetastase
- een meningeoom